# Anthophora antennata
Anthophora antennata là một loài Hymenoptera trong họ Apidae. Loài này được Wu mô tả khoa học năm 1988.